# Poplava u Zagrebu 1964.
Poplava u Zagrebu 1964. godine bila je najveća zabilježena prirodna nepogoda koja je do tada pogodila Zagreb. Rijeka Sava izlila se iz korita i poplavila je trećinu grada. Vodostaj Save počeo je brzo rasti, no uzbuna nije oglašena i građani nisu bili obaviješteni na vrijeme.

## Povijest
U noći s 25. na 26. listopada 1964. rijeka Sava poplavila je Zagreb kada je došlo do pucanja nasipa. Posljedice poplave bile su katastrofalne, nabujala Sava poplavila je trećinu Zagreba, voda je prekrila više od šest tisuća hektara užeg gradskog područja na kojemu je živjelo 180 tisuća ljudi. 
Poplava je odnijela 17 ljudskih života, 40 000 ljudi ostalo je bez krova nad glavom, potpuno je uništeno 10 000 stanova, 3297 gospodarskih zgrada, 61 trafo-stanica, oštećeno je 120 poduzeća, 2 kilometra autoceste, izgubljeno je 65 posto građevinskoga materijala iz skladišta, a štete su nanijete i na niz drugih materijalnih i kulturnih dobara.

„Vjesnik“ iz 1964. opisuje: 
| „ | U nedjelju, 25. listopada 1964., Sava je u toku dana naglo narasla. Gradski štab za obranu od elementarnih nepogoda davao je obavijesti o sve većoj opasnosti. I u Vjesniku je bila uzbuna, jer se poduzeće nalazilo na glavnim pravcima prodora vode. Počelo je navečer. Sava se izlijevala. Pokušalo se obraniti barijerama napravljenim na brzinu. Izvlačile su se role papira iz podruma i spašavalo se ono što se moglo. Ali sve je bilo uzalud. Voda je strahovitom silinom nadirala iz Odranske i od autoputa. Počela je nadirati i iz podzemlja. Prodirala je u rotaciju iz odvodnih kanala. Dizala se naglo i vrlo brzo je poplavila sva skladišta i donji dio postrojenja. Istodobno je kovitlac obuhvatio čitavu zgradu. Razina vode podigla se na 1,20 metara. Objekti su bili opkoljeni vodom, podrumi i prizemlje potopljeni. Bujica je sve odnosila. Pola sata prije nego što se voda pojavila, isključena je električna struja na cijelom području... | ” |
|   | |   |

Ova je poplava najveća prirodna nepogoda koja je pogodila Zagreb. Nakon navedene poplave pristupilo se izgradnji sustava obrane od poplava Srednjega Posavlja, unutar kojega se gradovi Zagreb, Karlovac i Sisak uz obrambene nasipe, brane od poplava i odteretnim kanalima.
Hrvatski redatelj i scenarist Bogdan Žižić snimio je o ovoj poplavi dokumentarni film "Poplava".
Usprkos vodenoj stihiji koja je prošla vrlo napučenim područjima velikoga grada nije izazvala ozbiljniju paniku stanovništva i usprkos njenoj snazi nije bilo mnogo ljudskih žrtava. Stanovnici su već tijekom poplave, a posebno nakon povlačenja vode pristupili čišćenju i obnovi pogođenih područja. Poplavu su svojim fotoaparatima zabilježili hrvatski fotografski majstori Zvonimir Grčman, Jerko Bilać, Alojz Boršić, Ivan Grgić, Vladko Lozić, Ivan Medar, Drago Rendulić, Šime Radovčić i Josip Vranić

## Vanjske poveznice
- Izložba u povodu 40. obljetnice katastrofalne poplave u Zagrebu, Muzej Grada Zagreba